# جون تيت
جون تيت (بالإنجليزية: John Tate)‏ (6 ديسمبر 1892 في المملكة المتحدة - 1973) هو لاعب كرة قدم بريطاني (وحمل سابقاً جنسية المملكة المتحدة لبريطانيا العظمى وأيرلندا) في مركز حراسة المرمى. لعب مع توتنهام هوتسبير وWest Stanley F.C. ‏.